# 嚴憲
嚴氏（？—？），字憲，京兆人，有見識和度量，十三歲時，嫁給杜有道，十八歲就喪夫守寡。

## 生平

### 嚴憲嫁女
嚴憲年輕守寡，但是發誓不再嫁，她撫育兩位子女，以禮法教育他們，杜植聞名一時，杜韡也有淑德，傅玄要求娶杜韡為繼室，嚴憲便答應此事。當時，傅玄與何晏、鄧颺不和，何晏等人每次都想陷害他，所以沒有人肯與傅玄通婚。直到嚴憲答應傅玄後，家族內外擔心受牽連。有人說：「何晏、鄧颺掌握朝政大權，必定想盡辦法除掉傅玄，這就好似用山來壓雞蛋，用開水澆雪一樣。為何要和他成為親戚？」嚴憲說：「你只知其一不知其他，何晏等人驕橫奢侈，肯定自取滅亡。太傅司馬懿暗中蓄謀，待機而動，我料想確實會卵破雪消，不過不會是傅玄。」於是讓女兒和傅玄成了婚。何晏等人不久被司馬懿處死。杜植後來做了南安太守。

### 知人之鑒
杜植的從兄杜預擔任秦州刺史時被誣陷，於是被徵召回京，嚴憲寫信告誡杜預說：「有諺語云忍辱能做到三公。如今你可以說是受辱，你若能忍耐，你將會是三公。」杜預後來果然做了儀同三司。
傅玄前妻生的兒子傅咸年僅六歲，傅咸曾經跟他的繼母探望嚴憲，嚴憲對傅咸說：「你是一匹千里馬，將來必成大器。」於是把她妹妹的女兒嫁給他。後來傅咸果然名聞海內。嚴憲於六十六歲時去世。

## 家庭

### 子
- 杜植，南安太守。

### 女
- 杜韡，傅玄繼室。

## 延伸阅读
[在维基数据编辑]
 《晉書·卷096》，出自房玄齡《晉書》

## 資料來源
1. ↑  《全上古三代秦漢三國六朝文·卷一百四十四》：憲，京兆人，魏杜有道妻，年十八而寡
2. ↑  《晉書·列女傳》：杜有道妻嚴氏，字憲，京兆人也。貞淑有識量。年十三，適於杜氏，十八而嫠居。
3. ↑  《晉書·列女傳》：憲雖少，誓不改節，撫育二子，教以禮度，植遂顯名于時，韡亦有淑德，傳玄求為繼室，憲便許之。時玄與何晏、鄧揚不穆，晏等每欲害之，時人莫肯共婚。及憲許玄，內外以為憂懼。或曰：「何、鄧執權，必為玄害，亦由排山壓卵，以湯沃雪耳，奈何與之為親？」憲曰：「爾知其一，不知其他。晏等驕移，必當自敗，司馬太傅獸睡耳，吾恐卵破雪銷，行自有在。」遂與玄為婚。晏等尋亦為宣帝所誅。植後為南安太守。
4. ↑  《晉書·列女傳》：植從兄預為秦州刺史，被誣，征還，憲與預書戒之曰：「諺雲忍辱至三公。卿今可謂辱矣，能忍之，公是卿坐。」預後果為儀同三司。玄前妻子咸年六歲，嘗隨其繼母省憲，謂咸曰：「汝千里駒也，必當遠至。」以其妹之女妻之。咸後亦有名於海內。其知人之鑒如此。年六十六卒。